# Шелякін Василь Микитович
Васи́ль Мики́тович Шеля́кін (рос. Василий Никитович Шелякин; 15 березня 1922 — 28 липня 2000) — радянський військовик, в роки Другої світової війни — помічник командира взводу 236-го гвардійського стрілецького полку 74-ї гвардійської стрілецької дивізії, гвардії сержант, повний кавалер ордена Слави.

## Біографія
Василь Микитович Шелякін народився 15 березня 1922 року в селі Благодатне, нині Первомайського району Миколаївської області, в селянській родині. Росіянин. Після закінчення 7 класів школи працював у місцевому колгоспі.
22 листопада 1940 року призваний Благодатненським РВК до лав Червоної Армії, направлений на навчання до 16-ї окремої навчальної авіаційної ескадрильї ЦПФ, яка була розташована поблизу м. Первомайська. З початком Німецько-радянської війни ескадрилью евакуйовано в м. Сватове, частина курсантів пішла на фронт.
Бойове хрещення прийняв в серпні 1942 року на підступах до Грозного в складі Північно-кавказького фронту. 17 вересня 1942 року був важко поранений, лікувався у шпиталі. З січня 1943 року в складі 298-ї стрілецької дивізії Південного фронту брав участь в боях на Північному Кавказі, визволенні Лівобережної України. В березні 1943 року дивізія перейменована в 80-у гвардійську стрілецьку дивізію. Під час форсування Дніпра одним з перших разом з гарматою переправився на правий беріг, зайняв оборону і відбив 5 атак ворога. Нагороджений медаллю «За відвагу».
В подальшому в складі 74-ї гвардійської стрілецької дивізії 3-го Українського фронту форсував Південний Буг, звільняв Миколаївщину, Одещину, Молдову.
В липні 1944 року дивізія була переправлена залізницею до Білорусі, де ввійшла до складу 1-го Білоруського фронту.
18 серпня 1944 року гвардії сержант Шелякін В. М. разом з обслугою і гарматою форсував Віслу за 2-4 км південно-східніше міста Варка (Польща), закріпився на її лівому березі і протягом 5 діб у взаємодії зі стрілецькими підрозділами утримував плацдарм. При цьому знищив німецький танк, 3 ворожих вогневих позиції і більше десятка солдатів супротивника. За цей вчинок нагороджений орденом Слави 3-го ступеня.
25 січня 1945 року поблизу міста Познань (Польща) командир відділення розвідки артилерійської батареї гвардії сержант Шелякін В. М., перебуваючи у розвідці, особисто взяв у полон 9 гітлерівців. 29 січня замінив пораненого командира взводу, вміло керував боєм, при цьому знищив 2 вогневі точки і понад десяток гітлерівців, за що нагороджений орденом Слави 2-го ступеня.
16 квітня 1945 року під час прориву ворожої оборони на лівому березі Одеру поблизу населеного пункту Хатенов (за 7 км південно-західніше міста Кіц. Німеччина) та 17 квітня біля населеного пункту Заксендорф гвардії сержант Шелякін В. М. зі своїм підрозділом знищив понад 20 гітлерівців, близько десяти вогневих точок ворога. Під час вуличних боїв в Берліні захопив підземний телеграфний центр німців в складі 65 осіб, брав активну участь в штурмі Рейхсканцелярії. За це був нагороджений орденом Слави 1-го ступеня.
Демобілізований 25 вересня 1945 року. Повернувся в рідне село, де завідував фермою місцевого колгоспу. Згодом переїхав на постійне проживання до м. Первомайська, де понад 30 років пропрацював теслею в Первомайському районному шляхо-будівному управлінні. Після виходу на пенсію проводив значну виховну і патріотичну роботу з молоддю.
Помер 28 липня 2000 року. Похований на кладовищі по вулиці Вознесенській в Первомайську.

Пам'ятник на могилі В. М. Шелякіна

## Нагороди
- Орден Богдана Хмельницького 3-го ступеня (14.10.1999);
- Медаль «Захиснику Вітчизни» (14.10.1999);
- Орден Вітчизняної війни 1 ступеня (11.03.1985);
- Орден Слави 1 ступеня (15.05.46 — № 965);
- Орден Слави 2 ступеня (26.03.45 — № 24428);
- Орден Слави 3 ступеня (25.10.44 — № 173610);
- Медаль «За відвагу» (04.12.1945);
- Медаль «За оборону Кавказу»;
- Медаль «За перемогу над Німеччиною» (09.05.1945);
- Медаль «За взяття Берліна» (09.06.1945);
- Медаль «За визволення Варшави» (09.06.1945);
- Медаль «20 років перемоги у ВВВ»;
- Медаль «30 років перемоги у ВВВ»;
- Медаль «40 років перемоги у ВВВ»;
- Медаль «Ветеран праці»;
- Медаль «50 років Радянській Армії та Флоту»;
- Медаль «60 років Збройних Сил СРСР».